# Д’Актиль, Анатолий Адольфович
Анато́лий Адо́льфович Д’Акти́ль (имя при рождении Но́сон-Но́хим Абрамович Френкель; 3 [15] июня 1890 — 29 ноября 1942) — русский советский поэт-песенник, драматург, писатель-сатирик и переводчик.

## Биография
Носон-Нохим (Натан) Абрамович Френкель родился в Иркутске, в мещанской еврейской семье, сын помощника аптекаря Абрама Натановича Френкеля и Веры Моисеевны Мейерович. В 1891 году отец стал провизором, купцом второй гильдии, хозяином аптеки и аптекарского магазина в Чите, куда переехала вся семья.
Учился в гимназии (Чита) и 4 года в колледже (Нью-Йорк), после — на юридических факультетах Томского (1909) и Санкт-Петербургского университетов. Начал печататься с 1910-х годов («Сатирикон», «Бич», «Стрекоза», «Красный перец», «Бегемот», «Мухомор», «Биржевые ведомости» и др.).
В 1912 году окончательно поселился в Санкт-Петербурге.
Редактировал еженедельник «Жизнь и суд» (1913). Писал острые фельетоны, куплеты, шутливые стихи, пародии, песни.
Много работал как текстовик для Леонида Утесова. Перевёл около восьмидесяти рассказов О. Генри, рассказы Джека Лондона, был четвёртым по времени (1923) переводчиком на русский язык «Алисы в стране чудес» Льюиса Кэрролла.
В 1917 году оказался в Ростове-на-Дону, где работал в эстрадном театре «Кривой Джимми».

Летом 1917 года в "Биче" вышел поэтический текст с такими строками:

…А Ленины, а Ленины

На пфенниги расценены,

Живут мечтами сладкими

Нагадить беспорядками…

Через полгода, в апреле 1918 слова были изменены:

…Пускай эсеры бравые,

И левые, и правые,

Живут мечтами сладкими —

Нагадить беспорядками…

Однако получил известность в Советской России как автор «Марша конников Будённого» на музыку Дм. Покрасса. В Гражданскую войну служил в Политотделе Первой Конной армии.
В 1921 году Анатолий Д’Актиль организовал и редактировал сатирический журнал «Красный ворон» (впоследствии «Бегемот»), а также журнал «Смехач».
В 1923 году Д’Актиль увековечил своё имя стихами романса «Две розы» (музыка С. Покрасса):

Одна из них белая, белая,

Была как попытка несмелая.

Другая же алая, алая,

Была как мечта небывалая.

В 1928 году Анатолий Д’Актиль пародирует «Песню о Буревестнике» М. Горького:

Напророчил Буревестник несказанные событья…

Буря грянула сильнее и скорей, чем ожидалось.

И в зигзагах белых молний опалив до боли перья,

Притащился Буревестник, волоча по камням крылья:

Так и так, мол, Буревестник.

Тот, который… Честь имею.

И сказали буйной птице:

— Мы заслуги ваши ценим.

Но ответьте на вопросы общепринятой анкеты:

Что вы делали, во-первых, до семнадцатого года?

Вздыбил перья Буревестник и ответил гордо:

— Реял.

Стал широко известен как автор текста «Марш Энтузиастов» на музыку Исаака Дунаевского, воспевающего образ Труда («Труд наш есть дело чести, есть дело доблести и подвиг славы»), который был одной из самых популярных песен на ежегодных советских первомайских демонстрациях.
С начала войны до августа 1942 года работал в Ленинграде. Из блокадного города был вывезен в Молотов (Пермь).
Умер в 1942 году, 
похоронен на Егошихинском кладбище на участке нового православного кладбища в Перми.

## Семья
Женился в 1915 году. Имел трёх дочерей — 1917, 1924 и 1926 года рождения. Племянница — поэтесса и переводчик Вера Фёдоровна Френкель (1929—1974), до конца жизни жила с семьёй А. А. Д’Актиля.

## Произведения
- книга «Желчью по бумаге» 1917
- пьеса для агиттеатра «Семь зятьев Антанты» шла в теревсатах 1920—1921
- куплеты «Фонарики», «О культурном времяпрепровождении» для исполнителя Б. Борисова 1920—1930-е годы
- пародия на «Песнь о Буревестнике» Максима Горького 1928
- сатирическое обозрение для Ленинградского мюзик-холла «Отцы города» вместе с А. Буховым 1931
- водевиль для театра миниатюр «В старом Нюрнберге» (1936)
- одноактные пьесы для театра миниатюр «Большой день губернатора» вместе с Б. Волиным 1937
- пьеса «Много шума из тишины» 1939
- «Женщина, которая хотела знать» 1940

### Песни
- «Марш конников Будённого» («Мы — красная кавалерия»). Муз. Дм. Покрасса.
- «Марш энтузиастов» из кинофильма «Светлый путь» с Л. Орловой. Муз. И. Дунаевского.
- «Куплеты под окошком» из кинофильма «Светлый путь».
- «Две розы» («Одна из них белая-белая / Была как улыбка несмелая»). Муз. С. Покрасса.
- «Всё хорошо, прекрасная маркиза» — перевод на русский и адаптация под музыку (по другим данным, перевод Александра Безыменского).
- «Вам девятнадцать лет…»
- «Тайна» («Песня о неизвестном любимом») («У меня есть сердце / А у сердца песня»). Муз. В. Сидорова.
- «Пароход» (с Н. Эрдманом и М. Вольпиным). («Ах не солгали предчувствия мне / Да мне глаза не солгали»). Муз. Н. Минха.
- «Му-му» (с Н. Эрдманом и М. Вольпиным). Муз. М. Воловаца.
- «Добрая ночь», («Мне грустно, мой милый друг,/ С тобой расставаться вдруг») муз. М. Гордон, обработка Н. Минха.
- «Изумруд», муз. Б. Фомина.
- «Негритянская любовь». Муз. Ахлерт, обработка Л. Дидерихса.
- «Тени минувшего» («Тени минувшего/ Счастье уснувшего»). Муз. Н.Харито.
- «Песня о дружбе»
- «Песня о любви» — муз. И. Дунаевского; из к/ф «Моя любовь», дебютного фильма Лидии Смирновой
- «Звать любовь не надо» — муз. И. Дунаевского; из к/ф  «Моя любовь».
- «Принимай нас, Суоми-красавица». Музыка братьев Покрасс
- «Любовь и спорт». Муз. А. Владимирцова.
- «Из мертвых уст». Муз. С. Покрасса.

### Переводы
- «Алиса в стране чудес» — Льюис Кэрролл
- «Все хорошо, прекрасная маркиза»
- «Девушка с корабля» — Вудхауз, Пэлем Грэнвил
- «Ошибки одной ночи» — Оливер Голдсмит
- «Постскриптумы» — О. Генри